# Бульварный театр
Бульварный театр — театр «для простонародья», играющий общепонятные бытовые пьесы на современные сюжеты. Спектакли носят развлекательный характер и обычно содержат элемент эротики. Бульварными бывают все театральные стили: комедия, драма, водевиль и фарс.

## История
Название бульварных театров (во множественном числе известных также как театры бульваров) произошло от театров, построенных в XVII—XVIII веках на бульваре Тампль в Париже.
Первый бульварный театр был открыт в 1759 году Ж. Б. Николе. Театр поначалу назывался именем самого Николе (фр. Théâtre de Nicolet), причём владелец сам давал представления марионеток и выступал в качестве актёра. С 1772 года выступавшая в театре труппа стала называться «Великие танцовщики короля» (фр.), а после революции 1792 получил название Театр Гэте (фр.), под которым существует и поныне.
Следующий театр, знаменитый «Амбигю-Комик» (фр.), был открыт в 1769 году актёром Н.-М. Одино (фр.). Несмотря на противодействие королевской оперы, Одино ставил музыкальные спектакли. В 1827 году после пожара театр переехал на бульвар Сен-Мартен.

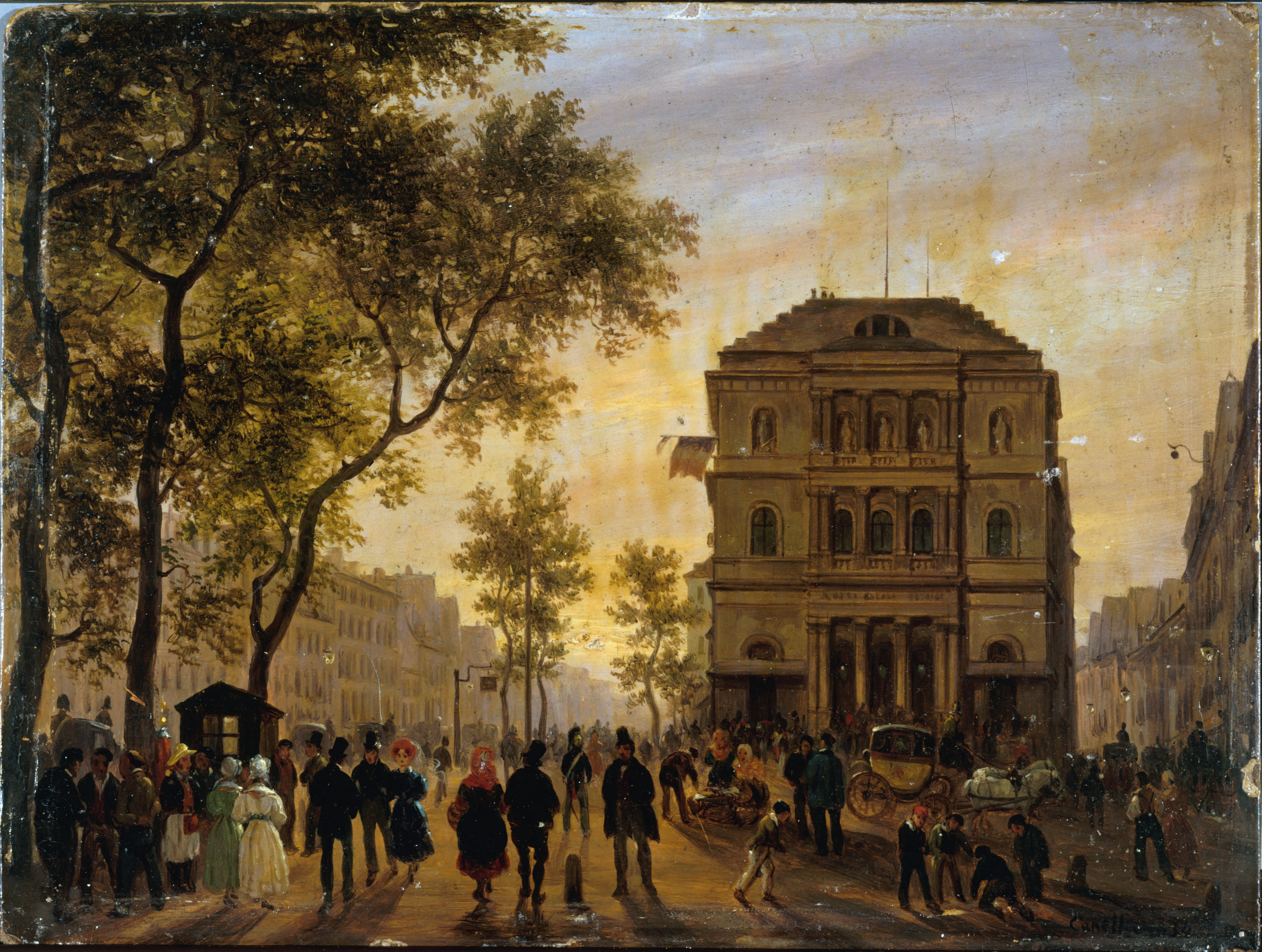
Здание театра «Амбигю-Комик» на бульваре Сен-Мартен

Возможности бульварных театров в выборе пьес были ограничены правом дирекции привилегированного королевского театра Комеди Франсез отбирать лучшие новые пьесы для своей труппы. Для привлечения зрителей бульварные театры стали ориентироваться на низкий вкус обывателей и развлекательный репертуар с заметной долей эротики. От произведений бульварных драматургов и произошёл термин «бульварная литература».
После декрета о свободе театров от 1791 года бульварные театры получили возможность добавить в репертуар пьесы Корнеля, Мольера, Расина. Но по-прежнему спектакли характеризовались отчаянным весельем и эффектным оформлением.
Революция добавила в репертуар такие про-якобинские пьесы, как «Смерть Марата» и «Свобода негров», а после свержения якобинской диктатуры, были, естественно, поставлены «Деспотизм и свобода» и «Якобинцы в аду».
К началу XIX века театры в основном полагались на мелодрамы, с традиционным набором убийств, измен и соблазнений. Бульвар дю Тампль в это время получил прозвище «Бульвара Преступлений» (фр.).
С XX века здания парижских бульварных театров в основном арендуются различными антрепризами, обычно для постановки одной пьесы.